# Sternidius nivosus
Sternidius nivosus là một loài bọ cánh cứng trong họ Cerambycidae.